# Skotlands regenter
Nedenfor ses en liste over de skotske regenter. Fra 1603 var Kongeriget Skotland i personalunion med Kongeriget England. De skotske konger var derfor samtidig konger af England. De to riger blev lagt sammen i 1707 til  Kongeriget Storbritannien, der i 1801 blev lagt sammen med Kongeriget Irland til Det Forenede Kongerige Storbritannien og Irland (United Kingdom).